# Encyoposis brevistigma
Encyoposis brevistigma là một loài côn trùng trong họ Ascalaphidae thuộc bộ Neuroptera. Loài này được Esben-Petersen miêu tả năm 1931.